# Kafta Humera (woreda)
Kafta Humera est un des 36 woredas de la région du Tigré.